# 茨里克韋尼察

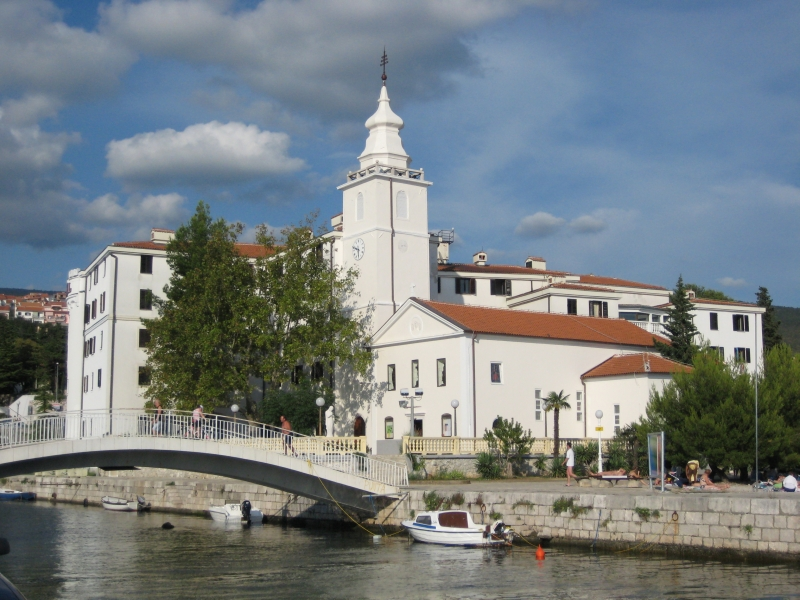

茨里克韋尼察是克羅地亞的城鎮，位於該國西部亞得里亞海畔，距離里耶卡約37公里，由濱海和山區縣負責管轄，該地區自公元前一世紀有人類居住，2001年人口11,348。

## 友好城市
- 法國 孚日圣迪耶

## 外部連結
- Official website （页面存档备份，存于） （克羅埃西亞文）
- Crikvenica Travel Advice （克羅埃西亞文）

45°11′N 14°42′E / 45.183°N 14.700°E